# Bench
Bench är ett distrikt i Etiopien.   Det ligger i zonen Bench Maji Zone och regionen Southern Nations, i den västra delen av landet, 500 km sydväst om huvudstaden Addis Abeba.